# Барреа
Барреа (італ. Barrea) — муніципалітет в Італії, у регіоні Абруццо,  провінція Л'Аквіла.
Барреа розташована на відстані близько 130 км на схід від Рима, 85 км на південний схід від Л'Акуїли.
Населення — 717 осіб (2014).

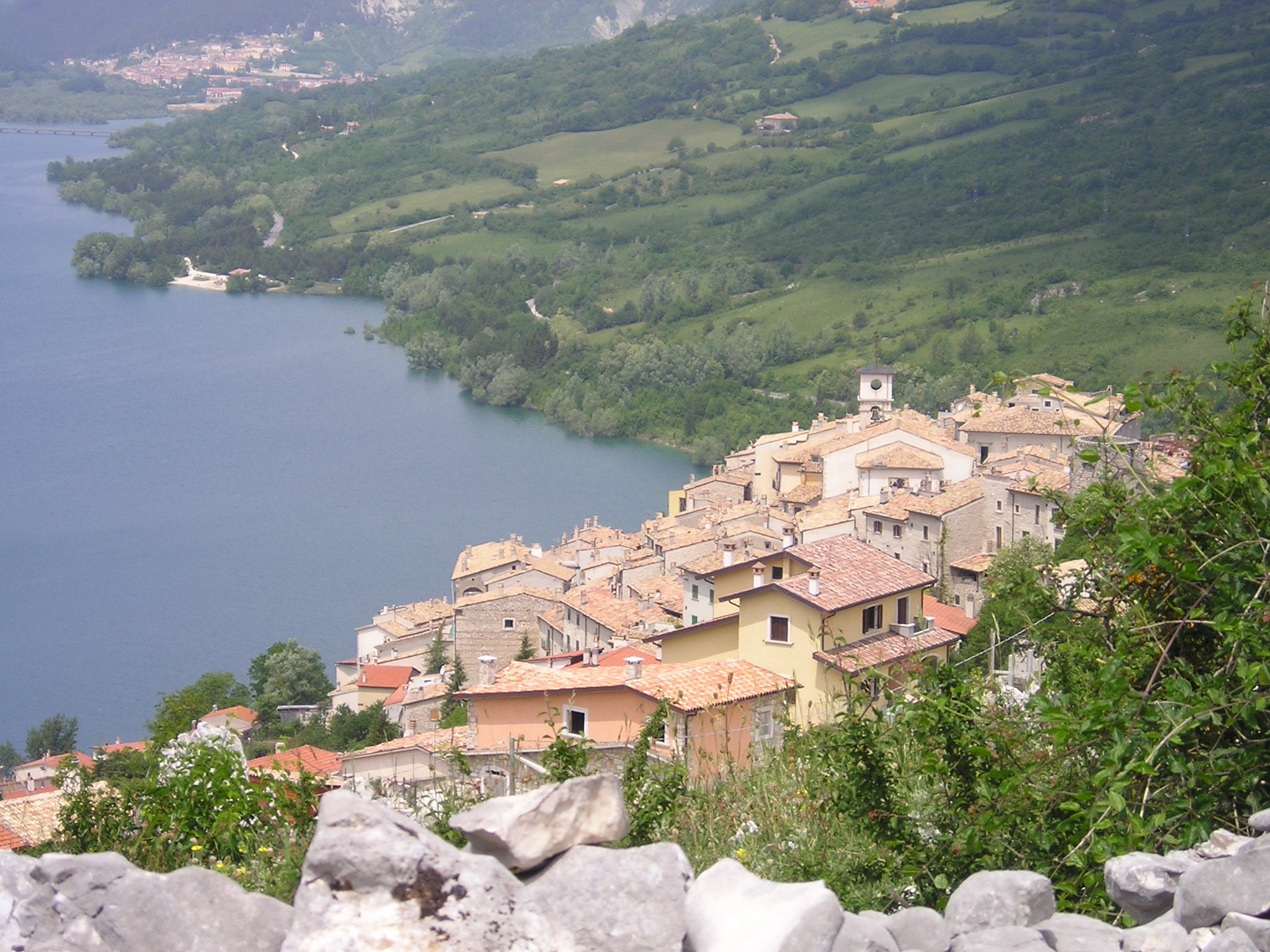

Щорічний фестиваль відбувається 21 грудня. Покровитель — San Tommaso.

## Демографія
Населення за роками:

Станом на 1 січня 2023 року в муніципалітеті офіційно проживав 21 іноземець з 5 країн, серед них 10 громадян країн Євросоюзу.

## Сусідні муніципалітети
- Альфедена
- Чивітелла-Альфедена
- Пічиніско
- Ривізондолі
- Роккаразо
- Сканно
- Сконтроне
- Сеттефраті
- Віллетта-Барреа